# 鄒放
鄒放（？年—？年），字鶴似，江蘇省上元縣人，監生，清代四川知縣。

## 生平
- 由監生，遵籌餉例報捐州判，指分四川試用
- 同治十年六月二十日到省
- 同治十二年十月，防勦滇回出力，州判鄒放，著免補本班，以知縣留於四川，歸候補班前先補用[1]
- 光緒二年四月初五日蒙欽派王大臣騐看，六月回省，因管辦西徵新餉出力保奏，二年六月二十四日奉旨：以應升之缺升用欽此，八月補授鄰水縣知縣
- 光緒四年，署太平縣知縣
- 署成都縣知縣[2]
- 光緒七年，調署遂寧縣知縣
- 光緒八年，署梁山縣知縣[3]
- 光緒八年，題補 萬縣知縣，四月奏改補鄰水縣知縣
- 光緒十年二月（1884年），到任鄰水縣知縣，在鄰水縣捕捉強盜，寬待民眾，立規費章程，士民安居樂業，頌其曰「除莠安良」[4][5]，十二年十二月初五日在任丁艱開缺，請咨回籍守制。
- 光緒十五年三月初五日服滿起復赴京，遵例呈請仍歸原省，以知縣歸候補班補用。四月十八日，經吏部帶領引見，奉旨：著照例發往。欽此。二十日領照起程，八月二十三日到省。
- 光緒十九年二月，委署成都縣知縣，在順直賑捐局遵例捐戴花翎。
- 光緒十九年年十月，題補大邑縣知縣，光緒二十年四月十八日，准吏部咨補大邑縣知縣。
- 光緒二十年三月，調署萬縣知縣，四月二十四日到萬縣署任。
- 光緒二十一年八月，准調補華陽縣知縣，署成都縣事[6]。
- 光緒二十一年，署綿竹縣知縣[7]
- 光緒二十四年，署安縣知縣，同年署西昌縣知縣[8]
- 光緒二十六年三月二十四日，到任華陽縣知縣[9][10]
- 光緒二十七年，遵山西振捐例捐加知府銜
- 光緒二十七年，署涪州知州，衙門火災，百姓為之培修，能得民心，但為長官劣吏彈劾丟官[11][12]
- 光緒二十八年九月，補授東鄉縣知縣[13][14][15][16][17]
- 光緒二十九年，署成都縣知縣[18]。